# Mormoops megalophylla
Mormoops megalophylla (Peters, 1864) è un pipistrello della famiglia  diffuso nel Continente americano.

## Descrizione

### Dimensioni
Pipistrello di medie dimensioni, con la lunghezza della testa e del corpo tra 61 e 76 mm, la lunghezza dell'avambraccio tra 51 e 60 mm, la lunghezza della coda tra 19 e 31 mm, la lunghezza del piede tra 9 e 12 mm, la lunghezza delle orecchie tra 13 e 17 mm e un peso fino a 20 g.

### Aspetto
La pelliccia è lunga e lucida. Le parti dorsali sono bruno-giallastre chiare, marroni scure oppure occasionalmente arancioni, mentre le parti ventrali sono leggermente più chiare. Il muso è molto corto, il naso rivolto all'insù, con delle escrescenze carnose sul bordo superiore delle narici, delle pieghe sul labbro inferiore e una placca centrale a forma di scudo ricoperta di minuscoli tubercoli. Gli occhi sono piccoli. Le orecchie sono corte, larghe, arrotondate ed unite alla base anteriore sulla fronte da una membrana cutanea. Il trago è lungo circa la metà del padiglione auricolare, lanceolato, con una piega trasversale nella parte centrale e una piccola proiezione alla base. Le membrane alari sono lunghe, strette e attaccate posteriormente sulle caviglie. La coda è lunga e si estende oltre l'ampio uropatagio. Il calcar è lungo e sottile. Il cariotipo è 2n=38 FNa=62.

## Biologia

### Comportamento
Si rifugia in enormi colonie fino a 500.000 individui divise in piccoli gruppi all'interno di profonde grotte e gallerie minerarie abbandonate, particolarmente umide e calde. Necessita di una temperatura ambientale di circa 40 °C, ottenuta principalmente con assembramenti numerosi, al disotto della quale i neonati non possono sopravvivere. Talvolta è presente anche in vecchi edifici. L'attività predatoria inizia subito dopo il calare del buio. Il volo è rapido, possente ed effettuato a quote elevate.

### Alimentazione
Si nutre di grosse falene.

### Riproduzione
Femmine gravide sono state catturate da febbraio fino a giugno. Femmine che allattavano sono state catturate da giugno ad agosto. Danno alla luce un piccolo alla volta a fine maggio o ai primi di giugno.

## Distribuzione e habitat
Questa specie è diffusa in maniera discontinua dagli Stati Uniti d'America sud-occidentali, attraverso l'America centrale fino all'Honduras e nella parte nord-occidentale dell'America meridionale è inoltre presente sulle isole di Aruba, Bonaire, Curaçao, Isla Margarita e Trinidad.
Vive nelle foreste secche o semi-decidue, foreste umide montane fino a 3.000 metri di altitudine.

## Tassonomia
Sono state riconosciute 4 sottospecie:
- M.m.megalophylla: Texas sud-occidentale e Arizona meridionale, Messico, Belize, Guatemala, Honduras, El Salvador;
- M.m.carteri (Smith, 1972): Colombia sud-occidentale, Ecuador, Perù nord-occidentale;
- M.m.intermedia (Miller, 1900): Aruba, Bonaire, Curaçao;
- M.m.tumidiceps (Miller, 1902): Colombia e Venezuela settentrionali, Isla Margarita, isola di Trinidad.

## Conservazione
La IUCN Red List, considerato il vasto areale, la popolazione presumibilmente numerosa e la presenza in diverse aree protette, classifica M.megalophylla come specie a rischio minimo (Least Concern)).